# Шестаков, Владимир Зарипзянович
Владимир Зарипзянович Шестаков (30 января 1961, Лесоучасток, Бардымский район, Пермская область, СССР) — Заслуженный мастер спорта СССР по дзюдо (1990), серебряный призёр Олимпийских игр, бронзовый призёр чемпионата мира, чемпион и призёр чемпионатов Европы в команде, неоднократный чемпион и призёр чемпионатов СССР и России по дзюдо, обладатель Кубка мира, чемпион и призёр Игр доброй воли. Заслуженный тренер России.

## Биография

### Ранние годы
Родился в деревне Лесоучасток Бардымского района Пермской области, в рабочей семье. Вскоре семья переехала в Куеду, где детям во время плановой прививки от туберкулёза передозировали вакцину. Владимир и его старший брат Анатолий заболели туберкулёзом и были помещены в детский санаторий. Вскоре заболела и умерла их мать, перед смертью попросив мужа Зарипзяна Садретдинова дать им её фамилию — Шестаковы. В момент смерти матери им было соответственно 3 и 8 лет. 
«На мой характер сильно повлияла смерть мамы. Я такой недолюбленный ребёнок. Борец за справедливость. Человек живёт с оголёнными нервами, потому что нет мамы, которая защитит». 
Владимир с 1967 по 1977 год учился в средней школе № 1. В детстве его опекал и воспитывал старший брат Анатолий. Вслед за ним Володя пришел в 1972 году заниматься самбо в детско-юношеской спортивной школе, основанной Вячеславом Коноваловым, у тренера Валентина Иванова, который за первый же год работы в посёлке подготовил призёров соревнований Всесоюзного спортивного общества «Урожай». Затем ни одни соревнования областного, всероссийского и всесоюзного масштаба не обходились без  учеников поселковой ДЮСШ.
Отец, экономист лесного хозяйства, не относился серьёзно к увлечениям сыновей.
В 1977 году Владимир занял 2 место на первенстве СССР по самбо среди юношей. В 1979 году — 3 место на первенстве СССР по самбо среди юниоров.  Выполнил норматив и стал мастером спорта по самбо. В 1979 году стал чемпионом СССР среди юниоров по дзюдо и добился успеха на международной арене, взяв золото место на чемпионате Европы среди юниоров в Эдинбурге. Хотя скорый поезд из Москвы, на котором паренек возвращался домой, станцию Куеда проезжает без остановок, районное начальство договорилось с железнодорожниками об исключении. Владимира ожидала торжественная встреча на перроне, а от властей -- мотоцикл «Урал» с коляской, который чемпион подарил отцу.
В 1979 году Владимир ушёл в армию, по возвращении в 1981 году переехал в Пермь, где перешёл в спортобщество «Динамо».

### В большом спорте
Серьёзный успех среди взрослых пришёл в 1982 году, когда Владимир Шестаков завоевал третье место на чемпионате СССР. В следующем году остался вторым на международном турнире в Потсдаме и завоевал звание чемпиона СССР. В 1984 году был вторым на турнире Dutch Open и стал вице-чемпионом Европы в командном первенстве.
Олимпиаду 1984 года в Лос-Анджелесе советская сборная пропустила из-за политических игр вокруг Афганистана.
В 1985 году Владимир последовательно выиграл три крупных международных турнира в Токио, Тбилиси и Праге и отправился на чемпионат мира в Сеул, где остался третьим. На чемпионате СССР 1985 года также завоевал «бронзу».
В 1986 году стал чемпионом Игр доброй воли и завоевал «серебро» на турнире в Потсдаме. В 1987 году завоевал звание чемпиона Европы в командном первенстве.

### Олимпиада в Сеуле
Претендентом в своей категории (до 78 килограммов) в олимпийскую команду Сеула Владимир не являлся. Лидером команды в среднем весе считался минчанин Виталий Песняк, а Владимир с трудом восстанавливался после травмы колена.
Однако в 1988 году в категории до 86 килограммов выиграл открытый Кубок Венгрии, где сумел чисто победить двукратного чемпиона мира Фабьена Кану и чемпиона Европы Бена Спийкерса, и выиграть в финале у олимпийского чемпиона Петера Зайзенбахера. Это произвело впечатление на тренеров сборной, и Владимир Шестаков был включен в олимпийскую команду третьим кандидатом в категории до 86 килограммов. После международного турнира в Тбилиси, где Владимир Шестаков стал вторым, ему было отдано предпочтение перед другими кандидатами.
За неделю до отъезда на олимпиаду, на тренировке во Владивостоке, где проходили сборы,  Шестаков получил случайную, но серьёзную травму: на две трети надорвал двуглавую мышцу бедра, что ставило под сомнение участие в играх вообще. Был срочно прооперирован, однако даже не мог передвигаться без посторонней помощи.  Менять состав олимпийской команды было поздно, и тренеры сборной решили, что в первой же схватке В. Шестаков должен сняться с соревнований.
На самолёт в Сеул Владимира буквально тащил на себе полутяжеловес Виктор Поддубный. Но все-таки Шестаков прокричал своему тренеру Валерию Павловичу Лузину: «Я все равно медаль выиграю!»
Выступая на Летних Олимпийских играх 1988 года в Сеуле, боролся в категории до 86 килограммов. В его категории боролись 36 спортсменов, разделённые на две группы. Соревнования велись по версии системы с выбыванием после двух поражений.
На схватку советский борец вышел с обезболенной медикаментами и перевязанной ногой. В первой встрече Шестаков боролся с Жосатеки Басалусалу (Фиджи) и по признанию самого Шестакова было стыдно проигрывать малоопытному и неизвестному борцу.

А тут стоит негр, который понятия о борьбе совсем не имеет — ну как ему проиграть?! Беру захват и чувствую, что сделать ничего не могу — ноги-то нет. Повис на нём, дёрнул, а внутри-то стереотип наработанный. Хоть и ноги не чувствуешь, а начинаешь что-то делать. И раз — поскользнулся: ему дают «юко»! Такая взяла досада! Валю его в партер, он лежит на животе, сверху накрываю, судья-то не видит. Накрываю шею и душу — злость такая была! Он как начал стучать по ковру!.
Во второй схватке так же, удушающим приёмом победил Хенг Ан Чу (Тайбэй). В третьей схватке решением судей (хантей) выиграл у Денсина Уайта (Великобритания). В полуфинале победил с перевесом в кока Бена Спийкерса (Нидерланды) и вышел в финал, где встречался с олимпийским чемпионом 1984 года Петером Зайзенбахером и уступил ему только по мнению судей (хантей).

### Окончание спортивной карьеры
В 1989 году занял третье место на кубке Мацутаро Сорики в Токио. В 1990 году победил на турнире серии «А» в Будапеште и занял третье место на Играх доброй воли, а также на открытом кубке Дании. В 1992 году выиграл чемпионат СНГ и был готов бороться за медали в олимпийской Барселоне, но тренерский совет после сборов в Кисловодске решил взять в сборную Олега Мальцева из Красноярска.  Так в 1992 году 31-летний Шестаков оставил спортивную карьеру.

### После большого спорта
Оказавшись после ухода из большого спорта фактически без средств к существованию, Владимир вспомнил мимолетное знакомство с торговцем фруктами в итальянском городе Бари -- последнем пункте турне советской сборной после Олимпиады в Сеуле. Он написал этому человеку с просьбой помочь устроиться на работу и, получив приглашение, отправился в Италию работать грузчиком за 500 долларов в месяц. Его смена продолжалась с 5 утра до 18.00, а с 19.00 начинались тренировки, которые Шестаков вёл для детей в трёх разных клубах. Таким образом в общей сложности бывший олимпийский чемпион зарабатывал 1300 долларов в месяц и понемногу накопил капитал в 8 тысяч долларов, с которым вернулся в Россию.
По возвращении в Рязань, где Шестакову, как призёру Олимпиады выделили квартиру, он занялся розничной торговлей в партнёрстве с другим спортсменом, экс-чемпионом СССР Виталием Будюкиным, также  занимался ремонтом квартир, стал поставлять из Германии подвесные потолки и обои. Впоследствии при помощи губернатора Рязанской области занялся переработкой нефтепродуктов на Рязанском НПЗ.
С начала 2000-х занялся структурным финансированием российских проектов в западных банках, и стал одним из пионеров финансирования российского трейдинга.
Переехав в Латвию в 2004 году, создал вместе с известным предпринимателем и дзюдоистом Гунаром Кирсонсом девелоперскую компанию Zaļā zeme Lido.
В период финансового кризиса 2009-2010 года вложил собственные и банковские средства в спасение основного бизнеса Кирсонса, сеть ресторанов быстрого питания Lido.

## Общественная деятельность
Вице-президент Федерации дзюдо России (1996—1999). Президент федерации дзюдо России (1999—2004). Главный тренер сборной России по дзюдо (2001—2004). Своей задачей считал вернуть дзюдо изначальный смысл, заложенный основателем этого спорта Дзигоро Кано, называвшим его «путь совершенствования». «Философия дзюдо многое могла бы дать для воспитания. А спорт высших достижений — удел очень маленького количества людей». Шестаков создал при федерации общественный совет, который смог привлечь ресурсы и людей для развития. На чемпионате мира в Мюнхене в 2001 году российская сборная впервые выиграла у японской, получив 3 золотые медали, чего даже советская сборная не добивалась.
В 2003 году принимал участие в выборах в Государственную думу по Кунгурскому одномандатному избирательному округу № 138, поддерживался известным пермским бизнесменом, вице-президентом федерации дзюдо России Владимиром Плотниковым. Выбран не был.
В 2004 году отказался от поста в федерации дзюдо и переехал жить и работать в Латвию. По некоторым сведениям эмиграция была вызвана разногласиями с братьями Ротенберг, приближёнными к В. В. Путину
В Латвии Шестаков стал одним из основателей (вместе с Гунаром Кирсонсом и Александром Яцкевичем) и главным спонсором сети клубов дзюдо «Lido-Sport».

## Образование
В 1990 году окончил Челябинский государственный институт физической культуры, в 2000-м Всероссийскую академию внешней торговли.

## Награды
Кавалер ордена «Знак Почёта».

## Семья
Женат, имеет троих детей. Сыновья Денис и Илья работают в семейном бизнесе в Латвии.